# Владимировка (Николаевский сельский совет)
Владимировка (укр. Володимирівка) — село,
Николаевский сельский совет,
Софиевский район,
Днепропетровская область,
Украина.
Код КОАТУУ — 1225284403. Население по переписи 2001 года составляло 381 человек .

## Географическое положение
Село Владимировка находится на правом берегу реки Базавлук в месте впадения в неё реки Водяная,
выше по течению на расстоянии в 1,5 км расположено село Березино (Криничанский район),
ниже по течению на расстоянии в 2 км расположено село Непереможное,
выше по течению реки Водяная на расстоянии в 4 км расположено село Александро-Беловка.
Рядом проходит автомобильная дорога Т-0432.